# Roberto Grela
Roberto Grela (Buenos Aires, 28 de junio de 1913 - ibídem, 6 de septiembre de 1992) fue un guitarrista y compositor argentino de tango. Muchos lo consideran el mejor guitarrista de tango.

## Trayectoria artística
Nació en la calle Cochabamba 773, del barrio de San Telmo (en esa época un barrio pobre al sur del centro de la ciudad de Buenos Aires) con el nombre de Roberto León Grela. Su padre y su tío formaban el dúo: Los Hermanos Belpasso.
Grela aprendió a tocar el mandolín en las tertulias en casa de sus tíos Octavio y Juan, donde frecuentaba también el guitarrista Manuel Parada, quien —cuando Grela tenía siete años de edad— lo convenció de empezar a tocar la guitarra (en vez de la mandolina, que le gustaba más).
En 1930, a los diecisiete años, comenzó a tocar la guitarra profesionalmente acompañando a Roberto Maida por radio LR3, y luego trabajó también con Charlo (con quien actuó también en Montevideo, en el cine Justicia).
Durante su larga carrera acompañó a muchos intérpretes, incluyendo a Jorge Casal, Osvaldo Cordó, Fernando Díaz, Agustín Irusta, Alberto Marino, Héctor Mauré, Nelly Omar, Alberto Podestá, Tito Reyes Osvaldo Ribó, Edmundo Rivero, Alberto Serna y Jorge Vidal.
A principios de los años cincuenta incursionó brevemente por el folclore argentino. Incluso tuvo su propia agrupación de jazz (que en esa época era muy popular en los bailes, junto con el tango): Los American Fire. También aprendió a tocar música brasileña.
En 1953 el bandoneonista Aníbal Troilo lo trajo de nuevo al tango para acompañar a su bandoneón en la representación del sainete El patio de la Morocha, de Cátulo Castillo, en el teatro Enrique Santos Discépolo (el actual Teatro Alvear).
Su unión con Aníbal Troilo dejó para la historia del tango al Grela más emotivo y al mejor Troilo en su perfil de bandoneonista. Pero es Grela el que conmueve a Troilo para que dé lo mejor de sí. Con el tiempo hace una experiencia similar con Leopoldo Federico y se descubre que ya no era el mismo, que le faltaba Troilo, pese a la superior técnica de Leopoldo. Troilo también provocaba en el guitarrista un clima profundo y de gran sentimiento. Estaban consustanciados espiritualmente, en palabras de Néstor Pinsón y Ricardo García Blaya.
También formó el Cuarteto San Telmo, con Leopoldo Federico, y grabó discos para distintas casas discográficas de Buenos Aires.
Según el poeta Horacio Ferrer: «Artista de sensibilidad exquisita y rara capacidad musical, asimiló a su instrumento el fraseo brillante y ligado de la tradición bandoneonística». Fue autodidacta y tocó siempre de oído. Se le criticaba el uso de la púa (plectro de carey) para tocar la guitarra (decía que así encontraba el sonido que a él le gustaba).
En 1964 encabezó juntamente con Edmundo Rivero (voz), Enrique Mario Francini (violín), Horacio Salgán (piano), Enrique Kicho Díaz (contrabajo), Berlingieri (piano), Ciríaco Ortiz y otros, en el espectáculo Tango, representado en el Teatro Colón, con Troilo como figura central. A partir de 1966 trabajó habitualmente en el bar Caño 14, de calle Uruguay.
Participó en la película Buenas noches, Buenos Aires, un filme musical dirigido en 1964 por Hugo del Carril. En 1974 formó el grupo La Trova Porteña, junto a Raúl Garello, Horacio Ferrer y María Cristina Laurenz, en El Gallo Cojo, del barrio de San Telmo. En 1980 se unió a la orquesta de Canal Once de televisión (Buenos Aires), conducida por Osvaldo Requena.
En 1985 recibió el Premio Konex - Diploma al Mérito como uno de los 5 mejores instrumentistas de tango de la década en Argentina.
Compuso, entre otros: Viejo baldío (letra de Víctor Lamanna), Callejón (letra de Héctor Marcó) y A San Telmo (en colaboración con Héctor Ayala), Las cuarenta (1939, letra de Francisco Gorrindo), Color gris, Amarga despedida, De punta y taco, Bendito (vals con letra de Horacio Ferrer), Mi zambita rea (letra de Ferrer), Celedonio Bécquer (letra de Ferrer y Raúl Garello), Danzón de la chiflada (letra de Ferrer y Garello), Tristería (letra de Ferrer y Garello) y Serenata a mi guitarra.
Grela falleció en Buenos Aires el 6 de septiembre de 1992, a los 79 años.

## Discografía
Entre sus grabaciones junto a Troilo se pueden destacar: 
- Nunca tuvo novio
- Mi refugio
- Sobre el pucho
- La Cachila
- Taconeando
- Palomita blanca

Entre sus grabaciones junto a Leopoldo Federico se pueden destacar:
- Romance de barrio
- Amigazo
- Amurado
- Tinta roja.

## Filmografía
- La diosa impura (1963), dirigida por Armando Bó
- Buenas noches, Buenos Aires (1964), dirigida por Hugo del Carril